# Hem från Babylon
Pour plus de détails, voir Fiche technique et Distribution.
Hem från Babylon (littéralement, en français, Foyer de Babylone) est un film dramatique suédois réalisé par Alf Sjöberg, sorti en 1941.

## Fiche technique
- Directeur de la photographie : Karl-Erik Alberts

## Distribution
- Gerd Hagman : Britta von Wendt
- Arnold Sjöstrand : Linus Treffenberg
- Georg Rydeberg : Cesar Lee
- Anders Henrikson : Sergej Nabocof
- Irma Christenson : Marcelle
- Olof Widgren : John Bidencap
- Rune Carlsten : Wigelius
- Georg Funkquist : Hugo
- Barbro Kollberg : Gunborg
- Frank Sundström : Marabou